# Hexobendine
Hexobendine là thuốc giãn mạch hoạt động như một chất ức chế tái hấp thu adenosine.